# Juan Llopis Tomás
Juan Llopis Tomás (el Genovés, 11 de maig de 1974), més conegut com a Batiste II, és un ex-pilotaire valencià, rest en la modalitat de raspall.

## Biografia
Comença a jugar com aficionat al seu poble, destacant per la seua qualitat tècnica amb el bot i braç i el rebot, tot i no destacar tant amb una jugada, la raspada, fonamental en la modalitat de raspall.
És el jugador que més finals ha disputat del Campionat per equips de raspall.

## Palmarés
- Campió per equips de raspall: 1995, 1997, 2000[2] i 2005
  - Subcampió per equips: 1995, 1997 i 2003[2]
- Subcampió del Trofeu Mancomunitat de municipis de la Safor: 2005